# Meliá Palácio da Lousã
O Palácio da Lousã Boutique Hotel, primeiro Boutique Hotel do país é um edifício brasonado do século XVIII (Palácio dos Salazares) recentemente transformado numa unidade de quatro estrelas, que conjuga o charme dos ambientes históricos à mais avançada tecnologia para proporcionar o máximo conforto. 
O edifício é classificado como património histórico pelo IPPAR e oferece as condições ideais para relaxar e usufruir de um tratamento exímio, num cenário pautado pelo requinte e exigência de estilo. Quartos, suites, salas do piano, reuniões ou de leitura, espaços para crianças com videojogos e um conjunto de jardins antigos recuperados e enriquecidos com uma piscina completam as valências do Meliá Palácio da Lousã. 
O Restaurante "A Viscondessa" é só por si um nobre motivo para visitar o Palácio, seja em negócios ou em lazer.